# Cantón de Montpellier-6
El cantón de Montpellier-6 era una división administrativa francesa, que estaba situada en el departamento de Hérault y la región de Languedoc-Rosellón.

## Composición
El cantón estaba formado por una fracción de la comuna que le daba su nombre:
- Montpellier (fracción)

## Supresión del cantón de Montpellier-6
En aplicación del Decreto nº 2014-258 de 26 de febrero de 2014, el cantón de Montpellier-6 fue suprimido el 22 de marzo de 2015 y la fracción de la comuna que le daba su nombre se unió con las demás para que, por medio de una reestructuración cantonal, fueran creados los nuevos cantones de Montpellier-1, Montpellier-2, Montpellier-3, Montpellier-4, Montpellier-5 y Montpellier-Castelnau-le-Lez.